# Campeonato Maranhense de Futebol de 1953
O Campeonato Maranhense de Futebol de 1953 foi a 32º edição da divisão principal do campeonato estadual do Maranhão. O campeão foi o Sampaio Corrêa que conquistou seu 5º título na história da competição. O artilheiro do campeonato foi Henrique Santos, jogador do Sampaio Corrêa, com 13 gols marcados.

## Premiação
| Campeonato Maranhense de 1953      |
| São Luís                           |
| ---------------------------------- |
| Sampaio Corrêa Campeão (5º título) |